# Carlino
Carlino (furlanisch Cjarlins) ist eine Gemeinde in der Region Friaul-Julisch Venetien in Friaul, Italien mit 2634 Einwohnern (Stand 31. Dezember 2023).
Carlino liegt 38 km von Udine. Die Nachbargemeinden sind Castions di Strada, Marano Lagunare, Muzzana del Turgnano und San Giorgio di Nogaro.
In Carlino  befinden sich die Photovoltaikanlagen Carlino FTV 1 (5,65 MW), Carlino FTV 2 (9,854 MW) und Carlino FTV 3 (6,086 MW) errichtet durch die deutsche a+f.